# ザ・ブラック・ヘイロー
『ザ・ブラック・ヘイロー』（The Black Halo）は、2005年に発表されたキャメロットのアルバム。ヨハン・ヴォルフガング・フォン・ゲーテ著『ファウスト』を土台にした前作『エピカ』の続編になるコンセプト・アルバム。
タイトルには愛と奇蹟、生と死をバンドの視点を通じて探求したもので、表象や隠喩、様々な宗教や神話や政治学などの投影を試みたとロイ・カーンは語っている。

## 収録曲
1. マーチ・オブ・メフィスト March of Mephisto - 5:29
2. ホウェン・ザ・ライツ・アー・ダウン When the Lights Are Down - 3:42
3. ザ・ホーンティング (サムホエア・イン・タイム) The Haunting (Somewhere In Time) - 5:40
4. ソウル・ソサイエティ Soul Society - 4:18
5. インタールード・ワン デイ・グラティア Interlude I: Dei Gratia - 0:57
6. アバンダンド Abandoned - 4:07
7. ディス・ペイン This Pain - 3:59
8. ムーンライト Moonlight - 5:11
9. インタールード2 アン・アサシノ・モルト・サイレンジオソ Interlude II: Un Assassino Molto Silenzioso - 0:41
10. ザ・ブラック・ヘイロー The Black Halo - 3:43
11. ナッシング・エヴァー・ダイズ Nothing Ever Dies - 4:46
12. メメント・モーリ Memento Mori - 8:54
13. インタールード・3 ミッドナイト-トウェルヴ・トールズ・フォー・ア・ニュー・デイ Interlude III: Midnight - Twelve Tolls for a New Day - 1:21
14. セレナーデ Serenade - 4:33

- エピローグ Epilogue (日本盤ボーナストラック)
- ソウル・ソサイエティ Soul Society (Radio Edit Version) (日本盤ボーナストラック)
- ザ・ホーンティング (サムホエア・イン・タイム) The Haunting (Somewhere in Time) (ラジオ・エディット)  (限定盤ボーナストラック)
- マーチ・オブ・メフィスト March of Mephisto (ラジオ・エディット) (限定盤ボーナストラック)

## 登場人物
アリエル (Arial)
森羅万象を探求し、平穏と真理を追究する男。宗教や科学から得られた回答に満足できず、自分の人生に欠けた満たされぬ穴を埋めるために全てを賭けた旅に出る。究極の真実が自分の人生に価値あるものだと信じているのである。前作でメフィストと致命的な契約をしてしまう。
ヘレナ (Helena)
無垢と善を象徴する存在。アリエルが真に愛した唯一の女。アリエルとの子を宿したまま川に身を投げて自殺する。
メフィスト (Mephisto)
悪を体現する者。常に異なった風姿に身をやつし、邪悪と冷笑として物語に現れる。彼は人間が想像する悪魔とは違い、理性的で洗練されているように見える。そしてその品行に魅了され誘惑されてしまうのだ。メフィストは人類が持つ真の弱さを描いた存在である。
マルガリータ (Marguerite)
アリエルの前に現れた女。ヘレナを失った彼に愛を求める。

## あらすじ
ファウストは本性を現し、本当の姿を見せる。アリエルは善と悪について自問し始め、自分の人生に向かい合う。そこにマルガリータがヘレナが死んで欠けた部分を埋めようと現れ、彼の愛を勝ち取ろうとするが、アリエルはそれを拒絶する。
彼は独り思いを巡らせ、神と交信しようとする。しかしこの試みは失敗に終わり、十字架に磔にされたキリストに向かって何故自分を見捨てられたのかと問いかける。神からの返答はない。アリエルは既に愛を失っていた上に、真実を求める旅の行く先さえも失ってしまう。アリエルは愛し合った女性を自殺に追いつめるなど今までに為してきた出来事を回想しながら、自分が求める答えが生きてるうちに完全に与えられることはないということを理解しようとする。
やがて人生の終わりを感じ始めたアリエルは、自分の心の中に棲む悪魔であるメフィストと対峙する。メフィストが心の弱い部分そのものであることを悟っていた彼は、自分の人生が最高のものではなかったと知りつつも、もはや死を恐れることはなかった。そして人生と愛、善と悪は、すべて人が創りあげるものであることを学ぶ。

## 参加ミュージシャン
- ロイ・カーン - ボーカル
- トーマス・ヤングブラッド - ギター
- グレン・バリー - ベース
- キャセイ・グリロ - ドラムス

- ミロ - キーボード、オーケストラ編曲
- サシャ・ピート - ギター
- イェンス・ヨハンソン - ソロ・キーボード『マーチ・オブ・メフィスト』『ホウェン・ザ・ライツ・アー・ダウン』
- シャグラット - メフィスト役『マーチ・オブ・メフィスト』『メメント・モーリ』
- シンシア・リゾ - キャバレー・シンガー役『アン・アサシノ・モルト・サイレンジオソ』
- シモーネ・シモンズ - マルガリータ役『ザ・ホーンティング』
- ジェフ・ラッド - The Usher at the Theater and Mayor of Gatesville
- マリ - ヘレナ役『メメント・モーリ』『アバンダンド』
- Annelise Youngblood - アレナ役『ソウル・ソサイエティ』（トーマス・ヤングブラッドの娘がアリエルとヘレナの子アレナを担当している）
- Andre Neygenfind - ダブル・ベース『アバンダンド』
- ウォルフガング・ディートリッヒ - オーボエ『メメント・モーリ』
- ローデンバーグ・シンフォニー・オーケストラ
- キャメロット・クワイア（Herbie Langhans、Amanda Somerville-Scharf、Michael Rodenberg、Gerit Gobel、Thomas Rettke、Elisabeth Kjaernes） - 合唱